# Rivière Simoncouche
Pour les articles homonymes, voir Simoncouche.
La rivière Simoncouche est un affluent du lac Kénogami, coulant le territoire non organisé de Lac-Ministuk (MRC Le Fjord-du-Saguenay) et dans le territoire de la ville de Saguenay (secteur Kénogami), dans la région administrative du Saguenay–Lac-Saint-Jean, dans la province de Québec, au Canada. La partie supérieure de cette rivière début dans la partie nord-ouest de la zec Mars-Moulin et la partie intermédiaire (zone du lac aux Rats Musqués, du lac des Îlets et du lac Simoncouche) traverse la partie nord-est de la réserve faunique des Laurentides.
Cette petite vallée est desservie par la route 175 (boulevard Talbot) et quelques routes secondaires pour les besoins de la foresterie, des activités récréotouristiques et des résidents de cette zone.
La foresterie constitue la principale activité économique de cette vallée ; les activités récréotouristiques, en second.
La surface de la rivière Simoncouche est habituellement gelée du début de décembre à la fin mars, toutefois la circulation sécuritaire sur la glace se fait généralement de la mi-décembre à la mi-mars.

## Géographie
Les principaux bassins versants voisins de rivière Simoncouche sont :
- côté nord : lac Kénogami, rivière Chicoutimi, rivière aux Sables, rivière Saguenay ;
- côté est : ruisseau du lac William, ruisseau Henriette, ruisseau des Chiens, bras Henriette, bras de Jacob Ouest, rivière du Moulin ;
- côté sud : rivière Cyriac, lac Valiquette, lac Cyriac, bras Sec.
- côté ouest : rivière Cyriac, rivière Normand, ruisseau Hector, rivière Chicoutimi.

La rivière Simoncouche prend sa source d’un ruisseau forestier (altitude : 400 m). Cette source est située à :
- 0,9 km au nord-est de la route forestière R0215 ;
- 3,6 km au nord-est d’une courbe de la rivière Cyriac ;
- 4,5 km au nord-est de la route 175 ;
- 15,9 km au sud-est de la confluence de la rivière Simoncouche et du lac Kénogami ;
- 32,0 km au sud de la confluence de la rivière Chicoutimi et de la rivière Saguenay[2].

À partir de sa source, la rivière Simoncouche coule sur 22,5 km avec une dénivellation de 236 m surtout en zone forestière, selon les segments suivants :
- 3,2 km d’abord vers le nord-est, puis bifurquant vers le nord-ouest notamment en traversant le lac aux Rats Musqués (longueur : 0,6 km ; altitude : 376 m) jusqu’à son embouchure ;
- 6,3 km vers le nord-ouest notamment en traversant le lac des Îlets (longueur : 2,7 km ; altitude : 353 m) sur sa pleine longueur jusqu’à son embouchure. Note : ce lac comporte une île en forme de T ;
- 5,1 km vers le nord-ouest notamment en traversant le lac Simoncouche (longueur : 3,2 km ; altitude : 339 m) ;
- 3,5 km vers l’ouest en coupant la route 175, puis en longeant cette dernière du côté ouest, en formant un crochet vers l’ouest, jusqu’à un pont de cette dernière route ;
- 1,9 km vers le nord-est, jusqu'au ruisseau des Chiens (venant du sud-est) drainant le Grand lac des Mouches et le Petit lac des Mouches ;
- 1,1 km vers le nord-ouest en coupant la route 175, jusqu’au ruisseau Chaud ;
- 1,4 km vers le nord-ouest, jusqu'à son embouchure[2].

La rivière Simoncouche se déverse au fond de la baie Moncouche (longueur : 0,5 km) sur la rive sud du lac Kénogami, à la hauteur de l’entrée de la Baie Villa Marie, dans le secteur de Kénogami, dans la ville de Saguenay. L'appellation Moncouche est souvent utilisée pour désigner la baie voisine, soit la baie Villa Marie, au fond de laquelle s'élève la digue de Moncouche, ouvrage régulateur des eaux du lac. Derrière la digue s'étend le Petit lac Moncouche. La confluence de la rivière Simoncouche est située à :
- 1,3 km au nord-ouest de la route 175 ;
- 2,6 km au sud du barrage de Portage-des-Roches ;
- 10,3 km au sud-ouest du village Lac-Kénogami ;
- 19,5 km au sud-ouest de la confluence de la rivière Chicoutimi et de la rivière Saguenay[2].

À partir de la confluence de la rivière Simoncouche avec le lac Kénogami, le courant traverse ce lac sur 3,2 km vers le nord-est jusqu’au barrage de Portage-des-Roches, puis suit le cours de la rivière Chicoutimi sur 26,2 km vers l’est, puis le nord-est et le cours de la rivière Saguenay sur 114,6 km vers l’est jusqu’à Tadoussac où il conflue avec l’estuaire du Saint-Laurent.

## Forêt d'Enseignement et de Recherche Simoncouche (FERS)
À 20 minutes du centre-ville de Chicoutimi, au kilomètre 217 de la réserve faunique des Laurentides, l'Université du Québec à Chicoutimi (UQAC) exploite la Forêt d'Enseignement et de Recherche Simoncouche (FERS) sur un territoire de 27 kilomètres carrés. Le FERS a été créé par le ministre des Forêts pour favoriser l'enseignement pratique et la recherche appliquée en foresterie. Cete mission a été confiée à l'Université du Québec à Chicoutimi qui utilisait, déjà en 1981, les installations du ministère du Loisir, de la Chasse et de la Pêche.
La FERS compte plusieurs sentiers reliant les huit lacs de son territoire dont les plus importants sont le lac des Îlets (170 ha), Simoncouche (87 ha) et du Dépôt (21 ha). Les principales espèces d'arbres sont les forêts de peupliers, bouleaux, sapins et épinettes. Les principales espèces de poissons sont l’omble de fontaine et le meunier noir.
La FERS administre différents travaux d’aménagement forestier et des activités de recherche se déroulent sur l’ensemble du territoire : valorisation des forêts dégradées, suivi de la biodiversité du territoire, évaluation de la dégradation des sites de camping naturel, impact des changements climatiques sur la croissance des arbres.
Les principaux bâtiments du site sont notamment : le chalet principal (six chambres à l'étage, deux salles de réunion et cuisine au rez-de-chaussée ; pavillon de la recherche, hangar à bateaux, chalet au lac du Dépôt, plage Simoncouche, plates-formes de tentes à Simoncouche, au lac du Dépôt et au lac des Îlets, ainsi que plusieurs territoires sauvages.

## Toponymie
Le toponyme « rivière Simoncouche » a été officialisé le 5 décembre 1968 à la Banque des noms de lieux de la Commission de toponymie du Québec.